# JVD (entreprise)
JVD est une entreprise française qui fabrique des équipements d'hygiène et pour les hôtels,. Elle a été fondée en 1984 par Jacques de Vasselot et est basée à Rezé, près de Nantes, en France. L'entreprise produit une variété de produits, y compris des sèche-mains, des distributeurs de savon et de serviettes, et des purificateurs d'air, principalement pour le secteur de l'hygiène. De plus, JVD offre une gamme d'équipements pour l'industrie hôtelière, tels que des sèche-cheveux, bouilloires, plateaux de courtoisie, miroirs et minibars.

## Histoire
L'entreprise a été fondée en 1984 par Jacques de Vasselot à Nantes. Le premier produit de JVD, un sèche-mains, a été lancé en 1988, marquant le début de la diversification de ses produits qui a ensuite inclus des sèche-cheveux en 1991,.
JVD s'est développée à l'international avec la création de JVD Asia en 1999, suivie de JVD Spain en 2007 et de JVD Americas en 2015. En octobre 2016, Thierry Launois a été nommé PDG,. En 2023, JVD a réalisé un chiffre d'affaires de 35 millions d'euros.

## Produits et innovations
Début 2020, JVD a lancé HygiaConnect, une gamme d'équipements connectés conçue pour alerter le personnel de nettoyage en cas de dysfonctionnement ou de remplacement de consommables. En avril 2020, l'entreprise a équipé les tramways de Nantes de distributeurs de gel hydro-alcoolique connectés et a vendu un million de ces distributeurs pendant la pandémie de COVID-19,.
En mars 2021, JVD a introduit le purificateur d'air Shield, qui utilise la technologie de minéralisation intelligente, couverte par deux brevets. Ce système utilise la filtration HEPA, la neutralisation moléculaire et la minéralisation pour traiter les polluants. Une version compacte du purificateur d'air Shield, connue sous le nom de Shield Compact, a été lancée en 2022.
À la mi-2022, JVD a lancé Sup’air Fresh, un nouveau sèche-mains qui traite et élimine les mauvaises odeurs dans les toilettes très fréquentées. En juillet 2022, JVD a inauguré Imagin’air, un nouveau site multifonctionnel à Rezé.

## Partenariats et acquisitions
JVD a engagé plusieurs partenariats stratégiques, notamment avec INHNI en juin 2020 pour développer des modules de formation, et avec MoveWORK en janvier 2021 pour créer des solutions pour les responsables de nettoyage,. En janvier 2024, JVD a acquis Novven, une entreprise spécialisée dans les armoires de séchage, désinfection et décontamination,, et a ensuite lancé la marque Novven By JVD.
En février 2024, JVD a lancé Reborn by JVD, une marque de sèche-mains reconditionnés,.
En mars 2024, 52% du capital de JVD a été repris par Thierry Launois et sept autres dirigeants de l'entreprise,.

## Responsabilité sociale
En partenariat avec Eau et Vie, JVD a distribué 5 000 kits d'hygiène parmi les populations les plus pauvres des Philippines début 2023.